# Paul Chun
Paul Chun, nato Chiang Ch'ang Nien (cinese tradizionale: 秦沛; cinese semplificato: 秦沛; Shanghai, 17 maggio 1945), è un attore cinese basato ad Hong Kong.

## Biografia
Fratello dell'attore David Chiang e fratellastro dell'attore/regista Derek Yee Tung-Shing, Paul Chun ha due figli, Benji e Lesley, che fanno parte di un duo pop.
Paul Chun ha iniziato la carriera nel cinema come attore bambino, recitando nel primo lungometraggio importante nel 1966, Quelli della San Pablo di Robert Wise, affiancando Steve McQueen e Candice Bergen. La sua carriera è andata avanti ininterrottamente per 60 anni, con una grande prevalenza di produzioni basate ad Hong Kong o nella Cina continentale.

## Filmografia

### Televisione
| Anno | Titolo                             | Ruolo                     | Canale | Premi                                                                    |
| ---- | ---------------------------------- | ------------------------- | ------ | ------------------------------------------------------------------------ |
| 1976 | The Legend of the Condor Heroes    | Yeung Tit-sam             | CTV    |                                                                          |
| 1976 | The Return of the Condor Heroes    | Mou Sam-tung              | CTV    |                                                                          |
| 1980 | Fatherland                         | Tong Bing-fun             | ATV    |                                                                          |
| 1982 | You Only Live Twice                | Nip Man-fung              | TVB    |                                                                          |
| 1982 | The Legend of the Condor Heroes    | Gengis Khan               | TVB    |                                                                          |
| 1985 | Take Care, Your Highness!          | Yuti                      | TVB    |                                                                          |
| 1996 | The Good Old Days                  | Fong Sai-faan             | ATV    |                                                                          |
| 1997 | A Recipe for the Heart             | Chun Maan-shek            | TVB    |                                                                          |
| 1998 | Journey to the West II             | Maitreya, demone elefante | TVB    |                                                                          |
| 1998 | Moments of Endearment              | Chung Ji Wai              | TVB    |                                                                          |
| 1999 | At the Threshold of an Era         | Yip Hao-Lai               | TVB    |                                                                          |
| 2000 | At the Threshold of an Era II      | Yip Hao-Lai               | TVB    |                                                                          |
| 2002 | Family Man                         | Ko Hai                    | TVB    | Nomination - TVB Anniversary Award per "Miglior Attore"                  |
| 2002 | Doomed to Oblivion                 | Imperatore Kangxi         | TVB    |                                                                          |
| 2003 | The King of Yesterday and Tomorrow |                           | TVB    | TVB Anniversary Award per "Miglior Attore non Protagonista"              |
| 2004 | Shine on You                       | Ga Wa Beu                 | TVB    |                                                                          |
| 2005 | Love Bond                          | Gei Tin-man               | TVB    | Nomination - TVB Anniversary Award per "Miglior Attore non Protagonista" |
| 2005 | Life Made Simple                   | Chung Kam-Wing            | TVB    |                                                                          |
| 2006 | Love Guaranteed                    | Kwok Sing                 | TVB    | Nomination - TVB Anniversary Award per "Miglior Attore non Protagonista" |
| 2006 | Glittering Days                    | Chu Dai-gut               | TVB    | Nomination - TVB Anniversary Award per "Miglior Attore non Protagonista" |
| 2007 | Life Art                           | Yum Ching-cheun           | TVB    |                                                                          |
| 2008 | Wasabi Mon Amour                   | Ko Shau                   | TVB    | Nomination - TVB Anniversary Award per "Miglior Attore non Protagonista" |
| 2008 | The Master of Tai Chi              |                           | TVB    |                                                                          |
| 2008 | The Silver Chamber of Sorrows      | Sheung Hang               | TVB    |                                                                          |
| 2008 | Pages of Treasures                 | Fong Hok Man              | TVB    |                                                                          |
| 2009 | Born Rich                          | Chow Shun-Shing           | TVB    |                                                                          |
| 2009 | Black & White                      | Capo dei San-Lian Hui     | PTS    |                                                                          |
| 2010 | Show Me the Happy                  | Kot Yat-dou               | TVB    |                                                                          |
| 2012 | Witness Insecurity                 |                           | TVB    |                                                                          |
| 2013 | Hot Mom!                           |                           |        |                                                                          |

### Cinema
| Anno | Titolo                                                               | Ruolo                                    | Premi |
| ---- | -------------------------------------------------------------------- | ---------------------------------------- | --- |
| 2014 | Ameera                                                               |                                          | |
| 2012 | The Great Magician                                                   |                                          | |
| 2011 | A Simple Life                                                        |                                          | |
| 2010 | Echoes of the Rainbow                                                |                                          | |
| 2010 | Don Quixote                                                          |                                          | |
| 2009 | La vendetta del dragone                                              | Zio Tak                                  | |
| 2006 | Karmic Mahjong                                                       | Qin Long-sheng                           | |
| 2004 | PaPa Loves You                                                       | Professor Mak                            | |
| 2003 | Lost in Time                                                         | Padre di Siu Wai                         | |
| 2000 | China Strike Force                                                   | Sceriffo Lin                             | |
| 2000 | The Teacher Without Chalk]                                           |                                          | |
| 2000 | Don't Look Back... Or You'll Be Sorry!!                              | Elvis Siu                                | |
| 1999 | Super Car Criminals                                                  |                                          | |
| 1998 | Young and Dangerous 5                                                | Datuk Chan Ka-Nam                        | |
| 1996 | Viva Erotica                                                         | Capo Wong                                | |
| 1995 | Full Throttle                                                        | Paul                                     | |
| 1995 | One and a Half                                                       |                                          | |
| 1995 | Great Adventurers                                                    | Ray Lui                                  | |
| 1994 | Fist of Legend                                                       | Zio Noh                                  | |
| 1994 | C'est la vie, mon chéri                                              | Zio/Cheung Po-Tsai                       | Hong Kong Film Award per "Miglior Attore non Protagonista"                                                           |
| 1994 | Love on Delivery                                                     | Chan                                     | |
| 1994 | Return to a Better Tomorrow                                          | Fred Simon                               | |
| 1993 | Executioners                                                         | Colonnello                               | |
| 1993 | The Heroic Trio                                                      | Capo della polizia                       | |
| 1993 | Fight Back to School III                                             | Signor Hung "Re dei Giocatori d'Azzardo" | |
| 1993 | The Bare-Footed Kid                                                  | Professor Hua                            | |
| 1993 | Legal Innocence                                                      | Pubblico ministero                       | |
| 1993 | The Kidnap of Wong Chak Fai                                          | Wong Chat-Fai                            | |
| 1993 | Bogus Cops                                                           | Dottore                                  | |
| 1992 | Arrest the Restless                                                  | Ngan Tung                                | |
| 1992 | Heart Against Hearts                                                 | Edmond Tang                              | |
| 1992 | What a Hero!                                                         | Padre di Lan                             | |
| 1992 | Best of the Best                                                     | Ngan Kwan                                | |
| 1992 | A Moment of Romance II                                               | Padre di Frank                           | |
| 1992 | Casino Tycoon                                                        | Wong Chang                               | |
| 1992 | Royal Tramp II                                                       | King Ng Sam Kwai                         | |
| 1992 | Lee Rock III                                                         |                                          | |
| 1992 | Royal Tramp                                                          | Ng Sam Kwai 吳三桂                       | |
| 1992 | Justice, My Foot!                                                    | Ispettore generale                       | |
| 1991 | Lee Rock II                                                          | Ngan Tung                                | |
| 1991 | Lee Rock                                                             | Ngan Tung                                | |
| 1991 | Fantasy Romance                                                      | Li/Testa di limone                       | |
| 1991 | The Raid                                                             | Luogotenente Mang Tai-Hoi                | |
| 1991 | Bury Me High                                                         | Nguen                                    | |
| 1991 | The Gambling Ghost                                                   | Giocatore d'azzardo                      | |
| 1991 | Fight Back to School                                                 | Lam                                      | |
| 1991 | Top Bet                                                              | Hung Kwong                               | |
| 1990 | Front Page                                                           | Dottor Pong                              | |
| 1990 | All for the Winner                                                   | Wong Hung Kwong                          | |
| 1990 | Pantyhose Hero                                                       | Capitano                                 | |
| 1990 | Best Friend of the Cops                                              | Pao Pu-Ping                              | |
| 1989 | Tragic Heroes                                                        | Tsou                                     | |
| 1989 | Wild Search                                                          | Signor Hung                              | |
| 1989 | The Final Judgement                                                  | Stanley Wu Tai Kit                       | |
| 1988 | Profiles of Pleasure                                                 | Chu                                      | |
| 1988 | Double Fattiness                                                     | Kum Dai Tse                              | |
| 1988 | I Love Maria                                                         | Capitano di polizia                      | |
| 1988 | In the Line of Duty III                                              | Ispettore Cameron Chuen                  | |
| 1988 | Bet on Fire                                                          | Tong Pun                                 | |
| 1987 | Yan man ying hung                                                    |                                          | |
| 1987 | Spiritual Love                                                       | Capo di Pu                               | |
| 1987 | The Wrong Couples                                                    |                                          | |
| 1986 | Rosa                                                                 | Paul Tien                                | |
| 1986 | A Hearty Response                                                    | Lui Tak                                  | |
| 1986 | Storia immortale                                                     |                                          | |
| 1986 | Peking Opera Blues                                                   | Fa Gum-Sao                               | Nomination - Hong Kong Film Award per "Miglior Attore non Protagonista"                                              |
| 1986 | The Lunatics                                                         | Tsuen                                    | Hong Kong Film Award per "Miglior Attore non Protagonista" Golden Horse Award come "Miglior Attore non Protagonista" |
| 1986 | Where's Officer Tuba?                                                | Suonatore di tromba                      | |
| 1986 | Royal Warriors                                                       | Poliziotto della scorta                  | |
| 1985 | The Battlefield                                                      | Hung Leung                               | |
| 1985 | Let's Make Laugh II                                                  | Signor Xiao Quanshi                      | |
| 1985 | It's a Drink, It's a Bomb!                                           | Poliziotto confuso                       | |
| 1984 | The Young Wanderer                                                   |                                          | |
| 1984 | Hong Kong 1941                                                       | Sergente Fa Wing                         | |
| 1984 | Rainbow Around My Shoulder                                           |                                          | |
| 1984 | Heaven Can Help                                                      | Shek                                     | |
| 1984 | Double Trouble                                                       |                                          | |
| 1983 | All the Wrong Spies                                                  | Fat Pig - Commissario di polizia         | |
| 1981 | No One Is Innocent                                                   |                                          | |
| 1981 | The Six Directions of Boxing                                         |                                          | |
| 1981 | To Hell with the Devil                                               | Predicatore                              | |
| 1981 | Dangerous Person                                                     | Committente                              | |
| 1981 | The Legend of the Owl                                                | Cavaliere                                | |
| 1980 | The Lost Kung Fu Secrets                                             |                                          | |
| 1979 | Pioggia opportuna sulla montagna vuota (空山靈雨, Kong shan ling yu) | Hui Ssu                                  | |
| 1978 | Breakout from Oppression                                             |                                          | |
| 1978 | Killers Two                                                          |                                          | |
| 1977 | Jackie Chan's Bloodpact                                              | Chu Shan Feng                            | |
| 1976 | I Want More!                                                         |                                          | |
| 1976 | Dance of Death                                                       | Ku Cheng-yuan                            | |
| 1975 | 7 Soldiers of Kung Fu                                                | Hua Rong                                 | |
| 1975 | The Sharp Fists of Kung Fu                                           | Yang Hu                                  | |
| 1974 | The Drug Addicts                                                     | Agente di polizia Tang Kuo-Liang         | |
| 1974 | Mad World of Fools                                                   | Gemello 1 di Sing Kee                    | |
| 1973 | Black Belt                                                           | Tommy                                    | |
| 1973 | Death on the Docks                                                   |                                          | |
| 1973 | Breakout from Oppression                                             |                                          | |
| 1972 | The Yellow Killer                                                    | Li                                       | |
| 1972 | Fourteen Amazons                                                     | Quarto principe                          | |
| 1972 | Water Margin                                                         | Hua Yung                                 | |
| 1972 | Pursuit!                                                             | Lu Chien                                 | |
| 1971 | Sunset                                                               | Chen Zhongkang                           | |
| 1971 | The Yellow Muffler                                                   | Huang Peilin                             | |
| 1969 | Famous Swordsman Tin Kiu                                             |                                          | |
| 1969 | Sky Dragon Castle                                                    |                                          | |
| 1969 | The Joys and Sorrows of Youth                                        |                                          | |
| 1968 | Unicorn Fortress                                                     |                                          | |
| 1968 | Three Young Girls                                                    |                                          | |
| 1968 | The Magnificent Five                                                 |                                          | |
| 1966 | Quelli della San Pablo                                               | Cho-jen                                  | |
| 1953 | Parents' Love                                                        |                                          | |